# 와심 마이클 하다드
와심 마이클 하다드 (1961년 7월 14일 ~ )는 레바논-그리스계 미국인 응용 수학자, 과학자 및 엔지니어로 역학 시스템 및 제어 분야의 연구를 전문으로 한다. 그는 응용 수학, 열역학, 안정성 이론, 강건 제어, 역학 시스템 이론 및 신경 과학 분야의 연구를 통해 여러 혁신을 가져왔다. 하다드 교수는 조지아 공대의 항공우주 공학부 교수이며 비행 역학 및 제어 분야 교수이자 의장직을 맡고 있다. 하다드 박사는 비선형 안정성 이론, 비선형 동적 시스템 및 비선형 제어 분야에 대한 공헌을 인정받은 Academy of Nonlinear Sciences(비선형 과학 아카데미) 보관됨 2016-03-04 - 웨이백 머신 회원이며 강건, 비선형, 그리고 하이브리드 제어 시스템에 대한 연구를 수행하는 IEEE 펠로우이다.

## 전기

### 어린 시절과 교육
하다드는 그리스 아테네에서 그리스인 어머니와 레바논인 아버지 사이에서 태어났다. 그는 조기 교육을 위해 사립 영국 중등 학교에 다녔고 고등학교 교육을 위해 아테네와 베이루트 에 위치한 미국 커뮤니티 학교 에 다녔다. 고등학교에서 그리스어, 프랑스어, 철학, 기초 과학 및 수학을 배운 후 1979년 플로리다주 멜버른에 있는 플로리다 공과 대학의 기계 및 항공 우주 공학부에 입학했다. 하다드는 1983년, 1984년 및 1987년에 플로리다 공대에서 각각 기계 공학 학사, 석사 및 박사 학위를 받았으며 역학 시스템 및 제어를 전문으로 하고 있다. 그의 박사 연구는 유연하고 큰 공간 구조에 적용할 수 있는 고정 아키텍처의 강건 제어 설계에 집중했으며 데니스 번스타인 교수가 박사 학위 자문을 역임했다.

### 교육 경력
1987년부터 1994년까지 Haddad는 플로리다주 멜버른에 있는 Harris Corporation 의 Government Aerospace Systems Division의 Structural Controls Group에서 컨설턴트로 근무했다. 1988년 그는 플로리다 공과 대학의 기계 및 항공 우주 공학과 교수에 합류하여 대학원 프로그램 내에서 시스템 및 제어 옵션을 설립 및 개발했으며 플로리다 공과대학의 우주 연구소 내에서 제어 시스템 활동을 강화하는 데 중요한 역할을 했다. . 1994년부터 그는 Georgia Institute of Technology 의 항공우주공학부 교수로 재직하고 있다.

### 대통령 교수진 펠로우
하다드 교수는 "과학 및 공학 연구와 미래 세대의 학생들이 인간 지식을 확장하고 적용하도록 가르치는 데 있어 탁월한 성과와 지속적인 공로"를 인정받아 1993년 National Science Foundation 대통령 교수 펠로우 상을 수상했다. 이 상은 "미국에서 가장 뛰어난 과학 및 공학 교수진" 회원들의 학술 활동을 인정하고 지원하기 위해 백악관 로즈 가든 행사에서 빌 클린턴 대통령이 수여했다.

## 연구
하다드 박사는 과학, 수학, 의학 및 공학 분야의 550개 이상의 저널 및 컨퍼런스 간행물과 7권의 연구 결과를 통해 다양한 분야에 기여했다. 비선형 강건 및 적응 제어, 비선형 역학 시스템 이론, 대규모 시스템, 계층적 비선형 스위칭 제어, 비선형 충격 및 하이브리드 시스템 의 분석 및 제어, 적응 및 신경적응제어, 시스템 열역학, 기계 및 항공 우주 시스템의 열역학 모델링, 네트워크 시스템, 전문가 시스템, 생물학 및 생리학적 시스템에 대한 비선형 분석 및 제어 , 임상 약리학에 대한 능동적 제어, 수학적 신경과학을 통해 그는 항공우주, 전기 및 생물의학 공학 커뮤니티에서 저명한 학자, 교육자 및 기술 개발자 중 한 명으로 자리 잡았다. 그 외에 그는 자연 철학 및 과학과 수학의 역사에 대해서도 관심을 가지고 있다.

### 고정 구조 제어 설계
1980년대 중반에 데니스 번스타인 및 DC 하이랜드와 함께 "최적 투영 고정 구조 제어"에 관한 일련의 논문들을 발표해 다변수 시스템을 위한 최적 강건 감소 차수 보상기 및 추정기의 설계에 기여했다. 하다드의 고정 구조 제어 연구는 센서 잡음, 제어 비용, 컨트롤러 배치, 강건성, 외란 제거, 평균 제곱 오류, 샘플 속도 및 컨트롤러 아키텍처와 같은 제약 조건과 관련하여 다변수 시스템에 대해 여러 설계 절충을 동시에 수행했다. 이 접근 방식을 통해 다변수 제어 이론 내에서 고전적인 설계 목표를 완전히 포괄하는 "산업 표준" 컨트롤러 설계를 위한 이론적 토대를 제공했다. 이를 기반으로 1990년대에 수많은 연구자들이 LMI( 선형 함수 inequality)를 통한 고정 차수 제어의 발전을 다룰 수 있게 되었다.

### 혼합 표준 다목적 제어 설계
혼합 표준 다중 목표 제어기 합성 문제, 특히 혼합 H <sub id="mwSw">2</sub> / H ∞ 제어 문제에 대한 하다드의 연구는 동시 외란 제거를 위한 전차수 및 감소차수 제어기의 설계에 대한 정확하고 엄격하게 다룬 최초의 작업이었다. 과도한 보상 없는 협대역 및 광대역 교란용. 혼합 규범 제어 문제에 대한 하다드의 획기적인 출판물은 매우 활발한 관련 연구 영역을 낳았으며, 이 기초 작업에 크게 의존하는 전 세계의 여러 연구 그룹에서 수많은 논문을 작성했다.

### 구조적 불확실성이 있는 시스템을 위한 강건 제어
이 연구는 매개변수 종속 리아푸노프 함수를 통해 문헌에서 일정한 실제 매개변수 불확실성에 대한 간건 안정성 및 성능 문제에 대한 당시 공개된 문제를 만족스럽게 해결한 최초의 작업이었다. 이 작업은 리아푸노프 함수 및 리카티 방정식 측면에서 혼합 μ 분석 및 합성의 일반화에 기여했다. 혼합 μ 및 파라미터 의존 아프 노프 함수 간의 통합을 위한 새로운 기계 결과 혼합 μ 제어기 합성을 통해 최초로 안정적 전자동 μ 합성 방법의 기초를 제공하여 H <sub id="mwZQ">2</sub> 성능을 유지하며 승수-제어기 반복 및 곡선 맞춤 절차를 보완했다. 이 연구는 엔지니어링 실습을 직접 지원하는 이론적 돌파구를 만들어 냈다.

### 회전 실속 및 서지를 위한 추진 제어
이 분야에서 Haddad의 작업 항공우주 차량과 관련된 흐름 제어에 응용 프로그램이 있는 비선형 시스템을 위한 고급 비선형 강건한 방해 제거 제어 방법 개발에 집중했다. . 특히 그는 구조화된 비선형 매개변수 불확실성과 불확실한 외인성 외란이 있는 비선형 시스템을 위한 강력한 전역 안정화 외란 제거 컨트롤러를 합성하기 위해 최적성 기반 비선형 제어 프레임워크를 개발했다. 그의 결과는 가스 터빈 엔진의 열음향 불안정성 의 영향을 억제 하기 위한 연소 시스템과 제트 엔진의 회전 실속 및 서지의 공기 역학적 불안정성을 제어하기 위한 추진 시스템에 적용되었다. 이 연구는 National Science Foundation, AFOSR, ARO 및 NASA의 지원 하에 매우 가시적인 미국 국방부 프로젝트에서 압축 시스템 성능, 견고성, 신뢰성 및 유지보수성의 구체적인 개선을 입증했다. 그의 저서 <i id="mwjQ">Hierarchical Nonlinear Switching Control Design with Application to Propulsion Systems</i>, London, UK: Springer-Verlag, 2000, 이 분야는 일반 비선형 불확실 시스템에 대한 새롭고 독특한 계층적 비선형 스위칭 제어 프레임워크를 제공하여 여러 작동 모드가 있는 시스템의 스케줄 제어를 얻기 위한 엄격한 대안을 제공한다.

### 열역학
Haddad's <i id="mwkg">Thermodynamics: A Dynamical Systems Approach</i>, Princeton, NJ: Princeton University Press, 2005에서는 열역학의 새롭고 독특한 시스템 이론 프레임워크를 개발했다. 열역학은 물리학 및 공학의 기반 분야 중 하나 이지만 미국 수학자이자 자연 철학자인 Clifford Truesdell이 매우 설득력 있게 지적한 바와 같이 그 기초는 엄격함과 명확성이 부족했다. 수년에 걸쳐 시스템 및 제어 커뮤니티의 연구원들은 열역학을 위한 견고한 기반을 개발할 필요성을 인정했다. Haddad의 책은 열역학을 위한 강력한 프레임워크를 구성하기 위한 광범위한 아이디어와 도구를 제공한다. 그는 소산 이론, 비표준 Lyapunov 아이디어 및 긍정적 시스템 이론을 그의 작업에 사용한다. 그의 프레임워크는 기본 법칙을 포함하여 열역학의 모든 핵심 아이디어를 포착 하여 고전 열역학과 고전역학의 조화를 제공한다. 작품은 "기술적 걸작"  동적 시스템 및 제어 커뮤니티의 특징인 응용 분석의 종류를 가져오고 확장한다. 특히, Haddad의 설명은 과학 및 공학의 매우 중요한 고전적 영역에 일관성과 명확성을 제공한다. 이 분야의 추가적인 내용은 다음을 참조.

### 충동 및 하이브리드 동적 시스템
충동 및 하이브리드 동적 시스템 및 제어에 대한 Haddad의 주요 작업에는 다음이 포함된다. <i id="mwtw">Impulsive and Hybrid Dynamical Systems: Stability, Dissipativity, and Control</i>, Princeton, NJ: Princeton University Press, 2006에 관한 그의 책은 충동 및 하이브리드 동적 시스템에 대한 매우 상세하고 일반적인 분석 및 합성 프레임워크를 제공한다. 특히, 본 연구논문은 비선형 임펄시브 및 하이브리드 동적 시스템 에 대한 안정성, 소산 이론, 에너지 기반 하이브리드 제어, 최적 제어, 외란 제거 제어 및 강건 제어에 대한 기본 결과를 개발한다. 모노그래프는 시스템 이론적인 관점에서 작성되었으며 수학적 시스템 이론과 제어 시스템 이론에 근본적인 기여를 제공한다. "인쇄된 어떤 책도 이 책의 깊이와 폭을 가지고 있지 않는다."

### 비선형 동적 시스템 및 제어
비선형 역학 시스템 이론에 관한 Haddad의 연구는 그의 교과서 <i id="mwwg">비선형 동적 시스템 및 제어: A Lyapunov-Based Approach</i>, Princeton, NJ: Princeton University Press, 2008에서 강조 표시된다. 이 1000페이지 분량의 "백과사전적 걸작"은 Lyapunov 기반 방법에 중점을 두고 비선형 역학 시스템의 안정성 분석 및 제어 설계에 대한 광범위한 처리를 제시하고 개발한다. 리아푸노프 안정성 이론, 부분 안정성, 라그랑주 안정성, 경계성, 극한 경계성, 입력-상태 안정성, 입력-출력 안정성, 유한 시간 안정성, 반안정성, 집합의 안정성, 주기 궤도의 안정성, 벡터를 통한 안정성 정리 등의 주제를 다룬다. 랴푸노프 기능. 또한 비선형 연속 시간 및 이산 -시간 및 이산-시간 및 비선형에 대한 고정 및 매개변수 종속 리아푸노프 함수를 통한 소산 이론, 절대 안정성 이론, 피드백 상호 연결의 안정성, 최적 제어, 백스테핑 제어, 외란 제거 제어 및 강력한 제어를 완전하고 철저하게 처리한다. 시간 역학 시스템도 제공된다.

### 음이 아닌 구획 동적 시스템
하다드의 <i id="mw0w">Nonnegative 및 Compartmental Dynamical Systems</i> 논문, Princeton, NJ: Princeton University Press, 2010은 비음 및 구획 동적 시스템의 모델링 및 피드백 제어를 위한 완전한 분석 및 설계 프레임워크를 제공한다. 이 작업은 본질적으로 엄격하게 이론적인 것이지만 동시에 매우 실용적이다. 개념은 생물학, 화학, 생태학, 경제학, 유전학, 의학, 사회학 및 공학의 예를 통해 설명 된다. 이 책은 비음수 및 구획 역학 시스템에 대한 통합된 안정성 및 소산 분석 및 제어 설계 프레임워크를 개발하여 이러한 시스템에 대한 이해를 촉진할 뿐만 아니라 비음 및 구획 시스템의 능동적 제어에 대한 첨단 기술을 발전시킨다. 오늘날 전세계적으로 큰 관심을 받는 많은 분야에서 파급 효과가 있었다. 의학, 경제학 및 사회학 밀접 인구 상호 작용에 더 중요 해지고 있으며, 역학 및 유전학, 점점 더 밀접하게 상호 작용하는 그룹의 이해 질병 전파에 필수적이다. 실시간 제어 시스템 기술이 로봇 수술, 전기 생리학적 시스템( 심박 조정기 및 자동 이식형 제세동기 ), 생명 유지 장치 ( 인공호흡기, 인공 심장), 영상 유도 요법 및 수술을 통해 현대 의학에 영향을 미쳤다.

### 대규모 시스템의 안정성 및 제어
하다드는 대규모 비선형 동적 시스템에 대한 벡터 소산 시스템 접근 방식에 대한 연구를 통해 결실을 맺었다. 이 작업은 대규모 항공 우주 시스템, 항공 교통 관제 시스템, 전력 및 에너지 그리드 시스템, 제조 및 처리 시스템, 운송 시스템, 통신 및 정보 네트워크, 통합 생물학적 시스템, 생물학적 신경망, 생체 분자 및 생화학 시스템, 신경에 광범위하게 적용된다. 시스템, 면역 시스템, 환경 및 생태 시스템, 분자, 양자 및 나노 규모 시스템, 미립자 및 화학 반응 시스템, 경제 및 금융 시스템, 몇 가지 예를 들 수 있다. 이 분야의 그의 가장 최근 책인 <i id="mwAQ8">Stability and Control of Large-Scale Dynamical Systems: A Vector Dissipative Systems Approach</i>, Princeton, NJ: Princeton University Press, 2011에서는 고도로 상호 연결되고 상호 의존적인 복잡한 항공 우주 역학 시스템을 다룬다.

### 다중 에이전트 네트워크 시스템 제어
하다드는 시스템 생물학 및 시스템 열역학을 네트워크 엔지니어링 시스템 과 병합하여 자율 다중 에이전트 항공 우주 시스템의 에이전트 조정 및 제어를 위한 기능적이고 강력한 알고리즘을 개발했다. 특히 영감을 얻기 위해 자연에 나타나는 자율적인 무리 시스템을 찾고, 그는 에이전트 상호 작용, 협력 및 비협조 제어, 작업 할당 및 다중 에이전트 네트워크 시스템에 대한 리소스 할당을 처리하는 제어 알고리즘을 개발했다. 이 작업은 무인 항공기, 자율 수중 차량, 분산 센서 네트워크, 항공 및 지상 운송 시스템, 항공 및 우주선 형성의 떼, 통신 네트워크의 혼잡 제어의 협력 제어 에 큰 영향을 미쳤다. 그의 결과는 "독창적인 방법"으로 시스템 열역학과 정보이론 사이의 근본적인 연결을 활용한다.  네트워크 제어 및 네트워크 제어에 있어 중대한 돌파구를 마련했다.

### 임상 약리학을 위한 적응 및 신경 적응 제어
하다드의 연구는 임상 약리학에서 가장 어려운 문제 중 하나를 해결했다. 구체적으로 그는 자동 마취 및 중환자실 의료를 위한 적응 및 신경망 적응 제어 알고리즘을 개발했다. 그의 적응 제어 알고리즘은 환자 간 및 환자 내 약동학 및 약력학적 변동성을 조정하고 약물 투여 결과를 크게 개선했다. 임상약리학의 능동적 통제에 관한 이 연구는 임상 실습으로 전환되어 의료, 의료 및 약물 투여 장비의 신뢰성을 향상시키고 있으며 의료 비용을 절감할 수 있는 실질적인 잠재력을 가지고 있다. 이 분야에서 Haddad의 업적은 의 생명공학 분야에 큰 영향을 미쳤다. 임상 약리학 에서의 그의 결과는 문서화되어 있다.
1. ↑  Haddad, W. M.; D. S. Bernstein (1987). “The Optimal Projection Equations for Reduced-Order State Estimation: The Singular Measurement Noise Case”. 《IEEE Transactions on Automatic Control》 32 (12): 1135–1139. doi:10.1109/tac.1987.1104516.
2. ↑  Haddad, W. M.; D. S. Bernstein (1988). “The Unified Optimal Projection Equations for Simultaneous Reduced-Order, Robust Modeling, Estimation, and Control”. 《International Journal of Control》 47 (4): 1117–1132. doi:10.1080/00207178808906078.
3. ↑  Bernstein, D. S.; W. M. Haddad (1988). “The Optimal Projection Equations with Petersen-Hollot Bounds: Robust Stability and Performance via Fixed-Order Dynamic Compensation for Systems with Structured Real-Valued Parameter Uncertainty” (PDF). 《IEEE Transactions on Automatic Control》 33 (6): 578–582. doi:10.1109/9.1257.
4. ↑  Haddad, W. M.; D. S. Bernstein (1990). “Optimal Reduced-Order Observer-Estimators”. 《Journal of Guidance, Control, and Dynamics》 13 (6): 1126–1135. Bibcode:1990JGCD...13.1126H. doi:10.2514/3.20588.
5. ↑  Haddad, W. M.; D. S. Bernstein (1992). “Controller Design with Regional Pole Constraints”. 《IEEE Transactions on Automatic Control》 37: 54–69. doi:10.1109/9.109638.
6. ↑  Bernstein, D. S.; W. M. Haddad (1989). “LQG Control with an H∞ Performance Bound: A Riccati Equation Approach”. 《IEEE Transactions on Automatic Control》 34 (3): 293–305. doi:10.1109/9.16419.
7. ↑  Haddad, W. M.; D. S. Bernstein (1989). “Combined L2/H∞ Model Reduction”. 《International Journal of Control》 49: 1523–1535.
8. ↑  Haddad, W. M.; D. S. Bernstein (1990). “On the Gap Between H2 and Entropy Performance Measures in H∞ Control”. 《Systems & Control Letters》 14 (2): 113–120. doi:10.1016/0167-6911(90)90026-Q.
9. ↑  Haddad, W. M.; D. S. Bernstein (1990). “Generalized Riccati Equations for the Full- and Reduced-Order Mixed-Norm H2/H∞ Standard Problem”. 《Systems & Control Letters》 14 (3): 185–197. doi:10.1016/0167-6911(90)90013-K.
10. ↑  Haddad, W. M.; D. S. Bernstein; D. Mustafa (1991). “Mixed-Norm H2/H∞ Regulation and Estimation: The Discrete-Time Case”. 《Systems & Control Letters》 16 (4): 235–247. doi:10.1016/0167-6911(91)90011-3.
11. ↑  Haddad, W. M.; D. S. Bernstein; Y. W. Wang (1994). “Dissipative H2/H∞ Controller Synthesis”. 《IEEE Transactions on Automatic Control》 39 (4): 827–831. doi:10.1109/9.286262.
12. ↑  Haddad, W. M.; V. Chellaboina (1998). “Mixed-Norm H2/L1 Controller Synthesis via Fixed-Order Dynamic Compensation: A Riccati Equation Approach”. 《International Journal of Control》 71: 35–59. doi:10.1080/002071798221911.
13. ↑  Haddad, W. M.; V. Chellaboina; R. Kumar (2000). “Multiobjective L1/H∞ Controller Design with Frequency and Time Domain Constraints”. 《European Journal of Control》 6 (2): 170–183. doi:10.1016/S0947-3580(00)70925-3.
14. ↑  Haddad, W. M.; D. S. Bernstein (1993). “Explicit Construction of Quadratic Lyapunov Functions for the Small Gain, Positivity, Circle, and Popov Theorems and Their Application to Robust Stability Part I: Continuous-Time Theory”. 《International Journal of Robust and Nonlinear Control》 3 (4): 313–339. doi:10.1002/rnc.4590030403.
15. ↑  Haddad, W. M.; D. S. Bernstein (1994). “Parameter-Dependent Lyapunov Functions and the Discrete-Time Popov Criterion for Robust Analysis”. 《Automatica》 30 (6): 1015–1021. doi:10.1016/0005-1098(94)90195-3.
16. ↑  How, J. P.; W. M. Haddad; S. R. Hall (1994). “Application of Popov Controller Synthesis to Benchmark Problems with Real Parameter Uncertainty”. 《Journal of Guidance, Control, and Dynamics》 17 (4): 759–768. Bibcode:1994JGCD...17..759H. doi:10.2514/3.21265.
17. ↑  How, J. P.; J. P. How; S. R. Hall; D. S. Bernstein (1994). “Extensions of Mixed-μ Bounds to Monotonic and Odd Monotonic Nonlinearities Using Absolute Stability Theory”. 《International Journal of Control》 60 (5): 905–951. doi:10.1080/00207179408921501.
18. ↑  Haddad, W. M.; D. S. Bernstein (1995). “Parameter-Dependent Lyapunov Functions and the Popov Criterion in Robust Analysis and Synthesis”. 《IEEE Transactions on Automatic Control》 40 (3): 536–543. doi:10.1109/9.376077.
19. ↑  Haddad, W. M.; D. S. Bernstein (1995). “The Octomorphic Criterion for Real Parameter Uncertainty: Real-μ Bounds without Circles and D, N-Scales”. 《Systems & Control Letters》 25 (3): 175–183. doi:10.1016/0167-6911(94)00065-4.
20. ↑  Leonessa, A.; V. Chellaboina; W. M. Haddad (1999). “Multimode Control of Axial Compressors via Stability-Based Switching Controllers”. 《Journal of Propulsion》 15 (2): 364–367. doi:10.2514/2.5436.
21. ↑  Haddad, W. M.; A. Leonessa; V. Chellaboina; J. L. Fausz (1999). “Nonlinear Robust Disturbance Rejection Controllers for Rotating Stall and Surge in Axial Flow Compressors”. 《IEEE Transactions on Control Systems Technology》 7 (3): 391–398. doi:10.1109/87.761059.
22. ↑  Haddad, W. M.; A. Leonessa; J. R. Corrado; V. Kapila (1999). “State Space Modeling and Robust Reduced-Order Control of Combustion Instabilities”. 《Journal of the Franklin Institute》 336 (8): 1283–1307. doi:10.1016/s0016-0032(99)00037-x.
23. ↑  Leonessa, A.; V. Chellaboina; W. M. Haddad (2000). “Robust Stabilization of Axial Flow Compressors with Uncertain Pressure-Flow Maps”. 《IEEE Transactions on Control Systems Technology》 8 (3): 466–473. doi:10.1109/87.845877.
24. ↑  Leonessa, A.; W. M. Haddad; H. Li (2000). “Globally Stabilizing Switching Controllers for a Centrifugal Compressor Model with Spool Dynamics”. 《IEEE Transactions on Control Systems Technology》 8 (3): 474–482. doi:10.1109/87.845878.
25. ↑  Leonessa, A.; W. M. Haddad; V. Chellaboina (2001). “Nonlinear System Stabilization via Hierarchical Switching Control” (PDF). 《IEEE Transactions on Automatic Control》 49: 17–28. doi:10.1109/9.898692.
26. ↑  Haddad, W. M.; J.R. Corrado; A. Leonessa (2002). “Fixed-Order Dynamic Compensation for Axial Flow Compression Systems”. 《IEEE Transactions on Control Systems Technology》 10 (5): 727–734. doi:10.1109/tcst.2002.801789.
27. ↑  Haddad, W. M.; V. Chellaboina; S. G. Nersesov (2008). “Time-Reversal Symmetry, Poincare Recurrence, Irreversibility, and the Entropic Arrow of Time: From Mechanics to System Thermodynamics”. 《Nonlinear Analysis: Real World Applications》 9 (2): 250–271. doi:10.1016/j.nonrwa.2006.10.002.
28. ↑  M, Wassim; G, Sergey; Chellaboi, Vijaysekhar (2011). 〈Heat Flow, Work Energy, Chemical Reactions, and Thermodynamics: A Dynamical Systems Perspective〉. 《Thermodynamics》. doi:10.5772/13750. ISBN 978-953-307-544-0.
29. ↑  Haddad, W. M. (2012). “Temporal Asymmetry, Entropic Irreversibility, and Finite-Time Thermodynamics: From Parmenides–Einstein Time–Reversal Symmetry to the Heraclitan Entropic Arrow of Time”. 《Entropy》 14 (3): 407–455. Bibcode:2012Entrp..14..407H. doi:10.3390/e14030407.
30. ↑  Haddad, W. M.; V. Chellaboina; N. A. Kablar (2001). “Nonlinear Impulsive Dynamical Systems Part I: Stability and Dissipativity”. 《International Journal of Control》 74 (17): 1631–1658. doi:10.1080/00207170110081705.
31. ↑  Haddad, W. M.; V. Chellaboina; N. A. Kablar (2001). “Nonlinear Impulsive Dynamical Systems Part II: Stability of Feedback Interconnections and Optimality”. 《International Journal of Control》 74 (17): 1659–1677. doi:10.1080/00207170110080959.
32. ↑  Chellaboina, V.; S. P. Bhat; W. M. Haddad (2003). “An Invariance Principle for Nonlinear Hybrid and Impulsive Dynamical Systems”. 《Nonlinear Analysis: Theory, Methods & Applications》 53 (3–4): 527–550. doi:10.1016/s0362-546x(02)00316-4.
33. ↑  Haddad, W. M.; S. G. Nersesov; V. Chellaboina (2003). “Energy-Based Control for Hybrid Port-Controlled Hamiltonian Systems”. 《Automatica》 39 (8): 1425–1435. doi:10.1016/s0005-1098(03)00113-4.
34. ↑  Haddad, W. M.; T. Hayakawa; S. G. Nersesov; V. Chellaboina (2005). “Hybrid adaptive control for non-linear uncertain impulsive dynamical systems”. 《International Journal of Adaptive Control and Signal Processing》 19 (6): 445–469. doi:10.1002/acs.848.
35. ↑  Haddad, W. M.; Q. Hui; V. Chellaboina; S. G. Nersesov (2007). “Hybrid Decentralized Maximum Entropy Control for Large-Scale Dynamical Systems”. 《Nonlinear Analysis: Hybrid Systems》 1 (2): 244–263. doi:10.1016/j.nahs.2006.10.003.
36. ↑  Haddad, W. M.; V. Chellaboina; Q. Hui; S. G. Nersesov (2007). “Energy and Entropy Based Stabilization for Lossless Dynamical Systems via Hybrid Controllers”. 《IEEE Transactions on Automatic Control》 52 (9): 1604–1614. doi:10.1109/tac.2007.904452.
37. ↑  Nersesov, S. G.; W. M. Haddad (2008). “Finite-Time Stabilization for Nonlinear Impulsive Dynamical Systems”. 《Nonlinear Analysis: Hybrid Systems》 2 (3): 832–845. doi:10.1016/j.nahs.2007.12.001.
38. ↑  Haddad, W. M.; V. Chellaboina; S. G. Nersesov (2004). “Thermodynamics and large-scale non-linear dynamical systems: A vector dissipative systems approach”. 《Dynamics of Continuous, Discrete and Impulsive Systems Series B》 11: 609–649.
39. ↑  Haddad, W. M.; V. Chellaboina; Q. Hui; S. G. Nersesov (2004). “Vector dissipativity theory for large-scale impulsive dynamical systems”. 《Mathematical Problems in Engineering》 2004 (3): 225–262. doi:10.1155/S1024123X04310021.
40. ↑  Haddad, W. M.; V. Chellaboina; S. G. Nersesov (2004). “Vector Dissipativity Theory and Stability of Feedback Interconnections for Large-Scale Nonlinear Dynamical Systems”. 《International Journal of Control》 77 (10): 907–919. doi:10.1080/00207170412331270569.
41. ↑  Haddad, W. M.; Q. Hui; S. G. Nersesov; V. Chellaboina (2005). “Thermodynamic modeling, energy equipartition, and nonconservation of entropy for discrete-time dynamical systems”. 《Advances in Difference Equations》 2005 (3): 275–318. doi:10.1155/ade.2005.275.
42. ↑  Nersesov, S. G.; W. M. Haddad (2006). “On the Stability and Control of Nonlinear Dynamical Systems via Vector Lyapunov Functions”. 《IEEE Transactions on Automatic Control》 51 (2): 203–215. doi:10.1109/tac.2005.863496.
43. ↑  Nersesov, S. G.; W. M. Haddad (2007). “Control Vector Lyapunov Functions for Large-Scale Dynamical Systems”. 《Nonlinear Analysis: Hybrid Systems》 1 (2): 223–243. doi:10.1016/j.nahs.2006.10.006.
44. ↑  Hui, Q.; W. M. Haddad (2008). “Distributed Nonlinear Control Algorithms for Network Consensus”. 《Automatica》 44 (9): 2375–2381. doi:10.1016/j.automatica.2008.01.011.
45. ↑  Chellaboina, V.; W. M. Haddad; Q. Hui; J. Ramakrishnan (2008). “On system state equipartitioning and semistability in network dynamical systems with arbitrary time-delays”. 《Systems & Control Letters》 57 (8): 670–679. doi:10.1016/j.sysconle.2008.01.008.
46. ↑  Hui, Q.; W. M. Haddad; S. P. Bhat (2008). “Finite-Time Semistability and Consensus for Nonlinear Dynamical Networks”. 《IEEE Transactions on Automatic Control》 53 (8): 1887–1900. doi:10.1109/tac.2008.929392.
47. ↑  Haddad, W. M.; Q. Hui (2009). “Complexity, Robustness, Self-Organization, Swarms, and System Thermodynamics”. 《Nonlinear Analysis: Real World Applications》 10: 531–543. doi:10.1016/j.nonrwa.2008.02.036.
48. ↑  Hui, Q.; W. M. Haddad (2009). “H2 Optimal Semistable Stabilization for Discrete-Time Dynamical Systems with Applications to Network Consensus”. 《International Journal of Control》 82 (3): 456–469. doi:10.1080/00207170802126864.
49. ↑  Hui, Q.; W. M. Haddad; S. P. Bhat (2009). “Semistability, Finite-Time Stability, Differential Inclusions, and Discontinuous Dynamical Systems Having a Continuum of Equilibria”. 《IEEE Transactions on Automatic Control》 54 (10): 2456–2470. doi:10.1109/tac.2009.2029397.
50. ↑  Hui, Q.; W. M. Haddad; S. P. Bhat (2010). “On robust control algorithms for nonlinear network consensus protocols”. 《International Journal of Robust and Nonlinear Control》 20 (3): 268–284. doi:10.1002/rnc.1426.
51. ↑  Hui, Q.; W. M. Haddad; S. P. Bhat (2010). “Finite-Time Semistability, Filippov Systems, and Consensus Protocols for Nonlinear Dynamical Networks with Switching Topologies”. 《Nonlinear Analysis: Hybrid Systems》 4 (3): 557–573. doi:10.1016/j.nahs.2010.03.002.
52. ↑  Bailey, J. M.; W. M. Haddad (2005). “Drug dosing control in clinical pharmacology: Paradigms, benefits, and challenges”. 《IEEE Control Systems Magazine》 25 (2): 35–51. doi:10.1109/mcs.2005.1411383.
53. ↑  Haddad, W. M.; T. Hayakawa; J. M. Bailey (2006). “Adaptive Control for Nonlinear Compartmental Dynamical Systems with Applications to Clinical Pharmacology”. 《Systems & Control Letters》 55: 62–70. doi:10.1016/j.sysconle.2005.05.002.
54. ↑  Haddad, W. M.; J. M. Bailey; T. Hayakawa; N. Hovakimyan (2007). “Neural Network Adaptive Output Feedback Control for Intensive Care Unit Sedation and Intraoperative Anesthesia”. 《IEEE Transactions on Neural Networks》 18 (4): 1049–1066. doi:10.1109/tnn.2007.899164. PMID 17668661.
55. ↑  Volyanskyy, K. Y.; W. M. Haddad; J. M. Bailey (2009). “Adaptive Disturbance Rejection Control for Compartmental Systems with Application to Introoperative Anesthesia Influenced by Hemorrhage and Hemodilution Effects”. 《International Journal of Adaptive Control and Signal Processing》 23: 1–29. doi:10.1002/acs.1029.
56. ↑  Haddad, W. M.; J. M. Bailey (2009). “Closed-Loop Control for Intensive Care Unit Sedation”. 《Best Practice & Research Clinical Anaesthesiology》 23 (1): 95–114. doi:10.1016/j.bpa.2008.07.007. PMID 19449619.
57. ↑  Haddad, W. M.; K. Y. Volyanskyy; J. M. Bailey; J. J. Im (2011). “Neuroadaptive Output Feedback Control for Automated Anesthesia with Noisy EEG Measurements”. 《IEEE Transactions on Control Systems Technology》 19 (2): 268–284. doi:10.1109/tcst.2010.2042810.
58. ↑  Volyanskyy, K. Y.; W. M. Haddad; J. M. Bailey (2011). “Pressure- and Work-Limited Neuroadaptive Control for Mechanical Ventilation of Critical Care Patients”. 《IEEE Transactions on Neural Networks》 22 (4): 614–626. doi:10.1109/tnn.2011.2109963. PMID 21411402.